# Narodona mexicana
Narodona mexicana là một loài côn trùng trong họ Ithonidae thuộc bộ Neuroptera. Loài này được Navás miêu tả năm 1930.